# César Camacho Quiroz
César Octavio Camacho Quiroz (San Miguel Totocuitlapilco, Metepec, Estado de México; 14 de febrero de 1959) es un politico mexicano, licenciado en Derecho por la Universidad Autónoma del Estado de México (UAEM), de cuya Fundación fue presidente de 2004 a 2013; Maestro y Doctor en Derecho por la Universidad Nacional Autónoma de México (UNAM)
Ha sido profesor de materias jurídicas en la UAEM; en la Universidad Anáhuac; en la UNAM y en el Tecnológico de Monterrey. 
Es integrante del Colegio de Abogados del Estado de México; miembro regular del Instituto Nacional de Administración Pública;  académico de número de Jurisprudencia y Legislación; e integrante de la Asociación Nacional de Doctores en Derecho. 
Fue Presidente Municipal de Metepec y Gobernador del Estado de México; además, se desempeñó como coordinador general de las celebraciones del Bicentenario de  de México y del Centenario de la Revolución en dicha entidad federativa. También fue Subsecretario de Desarrollo Político de la Secretaría de Gobernación.

## Ámbito legislativo
En el ámbito legislativo, fue Senador de en la LVIII y LIX legislaturas, en las que presidió la Comisión de Federalismo y Desarrollo Municipal. Durante la LX Legislatura, como Diputado Federal, encabezó la Comisión de Justicia e integró la de Gobernación y la de Relaciones Exteriores; además, ocupó la presidencia del capítulo latinoamericano de la Organización Mundial de Parlamentarios contra la Corrupción y representó al Congreso mexicano ante la Unión Interparlamentaria Mundial.
En la LXIII Legislatura de la Cámara de Diputados presidió la Junta de Coordinación Política y fue Coordinador del Grupo Parlamentario del PRI.

## Asociaciones
En 2012 ocupó la presidencia de la Fundación Colosio, A.C., organismo especializado, rector y coordinador de las actividades de divulgación ideológica e investigación socioeconómica y política del PRI; y fue Presidente del Comité Ejecutivo Nacional de este partido, de diciembre de 2012 a agosto de 2015. 

## Vida personal
Nació en San Miguel Totocuitlapilco, municipio de Metepec, Estado de México, el 14 de febrero de 1959. Licenciado en Derecho por la Universidad Autónoma del Estado de México, obtuvo Mención Honorífica por la tesis: "La Implantación de un Sistema de Seguridad Social para los Profesionistas Libres".
Fue Profesor de Asignatura por Oposición en la misma Facultad de Derecho y en la de Ciencias Políticas y Administración Pública de la UAEM, donde impartió las cátedras de Derecho Constitucional, Derecho Administrativo, Derecho Económico, Sistema Jurídico de la Administración Pública y Derecho Constitucional del Estado Mexicano.
En el mismo ámbito, fue Vocal Consejero del Instituto de Administración Pública del Estado de México (IAPEM), miembro fundador del Instituto de Derecho Electoral y Estudios Políticos del Estado de México y es miembro activo del Colegio de Abogados del Estado de México. Ha sido ponente en diversos congresos en materia jurídica y colaborador de diversas revistas especializadas en política y derecho.
Miembro destacado del Partido Revolucionario Institucional, en 1979 fungió como Coordinador de Ejecución del Movimiento Nacional Juvenil Revolucionario en el Estado de México y, a partir de entonces, ocupó diversos cargos en el Comité Directivo Estatal: en 1982, Subsecretario de Divulgación Ideológica; en 1985, Secretario de Acción Social y en 1987, Subdirector de Estudios Políticos del CEPES.
Es miembro del Consejo Político Nacional de su partido. Comenzó sus actividades profesionales en 1980, como abogado postulante en el despacho jurídico "Riva Palacio". En 1981 ingresó a la administración pública como Auxiliar de Amparos de la Dirección Jurídica y Consultiva del Gobierno del Estado de México, en donde un año más tarde fue designado Asesor Jurídico de la Dirección de Promoción Social.
A los 25 años de edad, en 1984, ocupó el cargo de Director del Consejo Mexiquense de Recursos para la Atención de la Juventud (CREA) y en 1987 es designado Subdirector de Gobernación del Gobierno del Estado de México.
Tres años después, a la edad de 31 años, César Camacho Quiroz triunfa en el proceso electoral para ocupar, a partir de enero de 1991, la Presidencia Municipal de su tierra natal: Metepec. En ese mismo año, es designado representante de los ayuntamientos del estado, ante la Comisión Estatal Electoral.
En febrero de 1993, solicita licencia para separarse de la Presidencia Municipal de Metepec y asume el cargo de Secretario General Adjunto del Comité Directivo Estatal del PRI. En septiembre de ese mismo año, es nombrado Secretario General de Gobierno. El 2 de julio de 1995, César Camacho Quiroz es designado por la Legislatura local, Gobernador sustituto del Estado de México.

## Publicaciones
Es autor de varios libros; y durante más de una década ha escrito en los diarios de la Organización Editorial Mexicana, El Economista y El Universal.
Durante casi una década escribió semanalmente la columna “Los Dichos y los Hechos” que se publicó en los diarios de la Organización Editorial Mexicana. Actualmente colabora en el diario El Universal.
En el año 2000 publicó “Los acuerdos y las oportunidades”, obra que contiene consideraciones y pronunciamientos vertidos en diversos foros.
En 2002, “Instantáneas políticas”, como parte de la Colección Legisladores VI, coordinada por la LVIII Legislatura del Senado de la República.
En 2004, “Posiciones en la coyuntura”, de la Colección Legisladores XVII, coordinada por la LIX Legislatura del Senado de la República.
En 2006 colaboró con “Solución de cuestiones políticas entre los poderes de los estados” en La justicia constitucional en las entidades federativas, publicación de Editorial Porrúa.
En 2008 publicó “Reflexiones sobre la acción política”, coedición de la Cámara de Diputados Federal y Miguel Ángel Porrúa.
En 2008 colaboró con “La justicia constitucional local” en Memorias de la Cuarta Mesa Redonda sobre Justicia Constitucional en las Entidades Federativas, publicación del Tribunal Electoral del Poder Judicial de la Federación.
En 2009, con el ensayo “Propósitos trascendentales de la reforma”, en La reforma constitucional en materia penal. Jornadas de justicia penal; publicación coeditada por la UNAM y el INACIPE.
En 2011, con “Hitos del constitucionalismo mexiquense” en Hitos políticos, económicos y sociales en doscientos años de vida cotidiana en el Estado de México, de la Colección Mayor de la Biblioteca Mexiquense del Bicentenario.
Y en el mismo año con El federalismo a la luz del Bicentenario, en Federalismo mexicano, de la Cámara de Diputados del Estado de México y Miguel Ángel Porrúa.

## Actualidad
Actualmente preside El Colegio Mexiquense, institución comprometida con el desarrollo de las ciencias sociales, buscando dar respuestas a los grandes desafíos que emergen en los ámbitos social, económico, político, administrativo y territorial en el Estado de México y en todo el país.